# Аварійний режим вентиляції шахти
Аварійний режим вентиляції шахти — комплекс заходів щодо вентиляції шахти або окремих гірничих виробок на певній дільниці шахтного поля при виникненні аварій (рудникових пожеж, раптових викидів породи, газів, вибухів газу і пилу, обваленні та ін.). 
Мета аварійного режиму вентиляції — безпека людей, які перебувають в зоні аварії в шахті, локалізація осередку аварії, припинення її розвитку. Розрізняють:
- режим, при якому зберігається напрямок вентиляційного струменя (потоку), але зменшується його швидкість;
- режим, при якому зберігається напрямок вентиляційного струменя, але збільшується його швидкість;
- режим, при якому практично припиняється рух повітря виробками;
- режим, при якому напрямок руху повітря стає зворотним (реверс).

Аварійний режим вентиляції залежить від характеру аварії, місця її виникнення, інтенсивності протікання, порядку виведення людей з підземних виробок, можливості підходу до місця аварії для її ліквідації, наявності і стану засобів регулювання повітряними струменями. Аварійні режими вентиляції та способи їх здійснення передбачаються планами ліквідації аварій у шахтах.